# Piedmont (Oklahoma)
Piedmont is een plaats (city) in de Amerikaanse staat Oklahoma, en valt bestuurlijk gezien onder Canadian County en Kingfisher County.

## Demografie
Bij de volkstelling in 2000 werd het aantal inwoners vastgesteld op 3650.
In 2006 is het aantal inwoners door het United States Census Bureau geschat op 5008, een stijging van 1358 (37.2%).

## Geografie
Volgens het United States Census Bureau beslaat de plaats een oppervlakte van
113,7 km², waarvan 113,5 km² land en 0,2 km² water.

## Plaatsen in de nabije omgeving
De onderstaande figuur toont nabijgelegen plaatsen in een straal van 24 km rond Piedmont.